# Antonio Ghivizzani
Antonio Ghivizzani (Lucca, 19 ottobre 1808 – Roma, 24 gennaio 1884) è stato un politico e magistrato italiano.
Fu senatore del Regno d'Italia nella XIII legislatura.